# Lukas Hofer
Lukas Hofer, född 30 september 1989 i Bruneck, är en italiensk skidskytt. Han representerade Italien vid de olympiska vinterspelen 2010 i Vancouver, Kanada. I Vancouver slutade han på 56:e plats i sprinttävlingen, 46:e på distansen, 54:e på jaktstarten och han var även med i det italienska stafettlag som slutade på en 12:e plats i stafetten. Lukas Hofer är idrottssoldat vid karabinjärerna och arbetar heltid som skidskytt.
Hofer delade sprintsegern tillsammans med Simon Schempp i italienska Antholz den 17 januari 2014, vilket är hans bästa resultat i världscupen.

## Världscupsegrar
| Datum           | Plats   | Disciplin      |
| --------------- | ------- | -------------- |
| 17 januari 2014 | Antholz | Sprint (delad) |